# Шевченковская МТС

Тракторная бригада первой МТС. Станция метро Киевская. Московский метрополитен

Шевченковская МТС (ордена Ленина и ордена Трудового Красного Знамени МТС им. Т. Г. Шевченко) — существовавшая в СССР машинно-тракторная станция (МТС). Располагалась в Степном округе Березовского района Одесской области.
Считается первой МТС, именно по результатам её деятельности, и после подчеркивания на XV съезде партии Сталиным успехов станции, партия приступила в 1929 году к массовой организации МТС в СССР.

## История и роль в создании МТС в СССР
Шевченковская МТС появилась в 1927 году изначально в виде тракторной колонны, созданной в совхозе им. Шевченко, которая занималась обработкой земли за небольшую плату в 250 крестьянских хозяйствах.
Сначала было 10 тракторов. Первый же год работы тракторного отряда увенчался замечательными успехами. Крестьяне, пользовавшиеся услугами совхоза, в своём письме, опубликованном в газете «Известия» от 22 XI 1927, писали:

«После той работы тракторов, какую мы видели, не хотим больше вести бедняцкое мелкое хозяйство, а решили организовать обобществлённое тракторное хозяйство, в котором не будет отдельных крестьянских клочков посевов. Организацию для нас тракторного хозяйства взял уже на себя совхоз им. Тараса Шевченко, с которым мы заключили договор».

На следующий год МТС имела уже 68 тракторов и обработала 15 тысяч десятин в 1163 хозяйствах.
28 ноября 1928 г. тракторные колонны совхоза им. Т. Г. Шевченко были объединены в первую в СССР МТС.
Руководитель этой МТС А. М. Маркевич написал книгу об опыте работы своей МТС, и она произвела настоящий переворот в планировании сельского хозяйства (его книга долгое время была справочной для директоров МТС).
По расчетам Маркевича, на создание МТС требовалось примерно 800 тысяч рублей капитальных вложений, из которых 450 тысяч рублей приходилось на трактора. В расчете на гектар — 30 рублей. Итого, МТС должна была обрабатывать 26 тысяч гектаров.
Предложенная Маркевичем форма механизации сельского хозяйства быстро стала определяющей. В 1928 г. на Украине 73 совхоза создали тракторные колонны.
Товарищ Сталин дал успехам станции высокую оценку с трибуны XV съезда ВКП(б):

«Побольше бы таких примеров, товарищи, — говорил И. В . Сталин, — и тогда можно было бы продвинуть дело коллективизации деревни далеко вперёд».

Так, в 1928 году у сторонников тракторизации появился мощный аргумент — опыт работы Шевченковской машинно-тракторной станции на Украине, и 5 июля 1929 года постановлением Совета Труда и Обороны от 5/VI 1929 «Об организации машинно-тракторных станций» было принято историческое решение о создании МТС по всей стране.

## Интересные факты
В 1929 году на МТС имени Т. Г. Шевченко работал будущий Народный художник СССР, лауреат Сталинской премии Т. Г. Гапоненко.